# Le Dyscolos
Pour les articles homonymes, voir Le Grincheux.
Le Dyscolos (en grec ancien ὁ Δύσκολος / ho Dúskolos), également connu sous les titres L'Atrabilaire, Le Bourru ou Le Grincheux, est une comédie grecque antique de Ménandre. 

## Historique
L'œuvre — représentée pour la première fois sous l'archontat de Démogénès en janvier -317 au concours des Lénéennes où elle remporte le premier prix — a longtemps été considérée comme perdue jusqu'à ce qu'une copie scolaire ait été découverte dans un lot de papyrus trouvés en Égypte en 1950-1951 et acquis par Martin Bodmer qui en fit don à sa fondation (Papyrus Bodmer IV, Genève). Jusque-là, on ne possédait que des fragments de rouleaux, de codex de parchemin ou papyrus, ainsi que quelques citations préservées par d'autres auteurs. Il s'agit de la seule pièce entière de Ménandre que l'on possède, et plus généralement de la seule pièce entière de la Comédie nouvelle. 
Sa redécouverte parmi les papyrus Bodmer a été annoncée par Victor Martin en 1957, et publiée en 1959
. Une première édition traduite en français a été faite par Jean-Marie Jacques en 1963. 
Le Dyscolos a inspiré Molière — qui ne pouvait connaître que le thème de la pièce, vu que celle-ci n'avait pas encore été retrouvée — pour le sujet du Misanthrope (1666).

## Argument
Sostrate, le fils d'un cultivateur aisé du dème de Phylé, est tombé amoureux de la fille de Cnémon, un vieux paysan irascible qui refuse la compagnie des hommes. Malgré l'aide de Gorgias, le demi-frère de la jeune fille, il ne parvient à faire sa demande au vieillard, jusqu'à ce que celui-ci tombe dans son puits, où il est secouru par Gorgias. Cnémon laisse alors à ce dernier la responsabilité de conduire les affaires de sa maison. Gorgias marie sa demi-sœur à Sostrate qui, en échange, lui offre la main de sa sœur. Tous se retrouvent finalement au banquet donné par le dieu Pan, y compris Cnémon, qui y a été amené de force par un esclave et par le cuisinier.

## Personnages
Les personnages de la pièce affichent chacun un degré de philanthropie. Au premier niveau, un excès de convivialité est représenté dans certains des personnages les plus mineurs de la pièce. Le deuxième et, sans doute, le meilleur niveau, la convivialité ou la philanthropie, est exposé par Gorgias et Sostrate. Alors que Sostrate a un caractère agréable et est l'hôte parfait, Gorgias illustre la base morale de la vertu. Gorgias court le risque de devenir cynique, comme Cnémon, si sa situation économique restait aussi difficile qu'elle l'est. À travers chacune de ces étapes, Ménandre offre au public une image de la transformation de l'homme dans la pièce.
Voici les personnages qui permettent d'illustrer cette idée: 
PanContrôle les éléments du jeu, agissant comme une force motrice en mettant la pièce et l'action en mouvement. Il est le dieu de la fertilité du jardin et de la campagne, où se déroule la pièce.
SostrateUn Athénien qui chasse dans la forêt. Il tombe amoureux de la fille de Cnémon en raison de l'interférence de Pan.
CallippidèsLe père de Sostrate, un riche Athénien.
Mère de SostrateNon nommée dans la pièce.
ChaireasUn serviteur fripon pouvant être décrit comme un "parasite" pour Sostrate.
PyrrhiasUn esclave de la famille de Sostrate. Il réside principalement dans la maison de ville de la famille.
GetasUn esclave de la famille de Sostrate. Il réside principalement dans la maison de campagne de la famille.
CnémonLe "grognon" ou "grincheux" d'après qui la pièce est nommée. Il est le père de la fille dont Sostrate tombe amoureux et le beau-père de Gorgias.
MyrrhineL'ex-femme de Cnémon et la mère de Gorgias. Elle est partie vivre avec Gorgias pour fuir la mauvaise humeur de son mari.
Fille de CnémonLa fille de Cnémon, au nom non spécifié, dont Sostrate tombe amoureux.
GorgiasDemi-frère de la fille de Cnémon qui aide Sostrate dans ses plans pour gagner l'approbation de Cnémon afin d'épouser sa sœur.
DaosUn esclave de Gorgias.
SimicheUne femme âgée qui est esclave de Cnémon.
SikonUn cuisinier engagé par la famille de Sostrate.
Ménandre écrit ses personnages esclaves comme des individus intelligents et indépendants qui agissent en fonction de leurs propres désirs et objectifs, tout en tenant compte de la fortune de leurs maîtres. Ces personnages ont eu un impact sur les histoires d'autres personnages de la classe supérieure, sans les changer directement. La pièce dans son ensemble démontre et examine le système de classe sociale de l'époque et offre de multiples perspectives à travers chaque personnage.